# Diocesi di Lake Charles
La diocesi di Lake Charles (in latino: Dioecesis Lacus Carolini) è una sede della Chiesa cattolica negli Stati Uniti d'America suffraganea dell'arcidiocesi di New Orleans. Nel 2021 contava 95.764 battezzati su 304.892 abitanti. È retta dal vescovo Glen John Provost.

## Territorio
La diocesi comprende 5 parrocchie civili della Louisiana, negli Stati Uniti d'America: Allen, Beauregard, Calcasieu, Cameron e Jefferson Davis.
Sede vescovile è la città di Lake Charles, dove si trova la cattedrale dell'Immacolata Concezione.
Il territorio si estende su 14.548 km² ed è suddiviso in 39 parrocchie.

## Storia
La diocesi è stata eretta il 29 gennaio 1980 con la bolla Qui ad beatissimi di papa Giovanni Paolo II, ricavandone il territorio dalla diocesi di Lafayette.

## Cronotassi dei vescovi
Si omettono i periodi di sede vacante non superiori ai 2 anni o non storicamente accertati.
- Jude Speyrer † (29 gennaio 1980 - 12 dicembre 2000 dimesso)
- Edward Kenneth Braxton (12 dicembre 2000 - 15 marzo 2005 nominato vescovo di Belleville)
- Glen John Provost, dal 6 marzo 2007

## Statistiche
La diocesi nel 2021 su una popolazione di 304.892 persone contava 95.764 battezzati, corrispondenti al 31,4% del totale.
| anno | popolazione | popolazione | popolazione | presbiteri | presbiteri | presbiteri | presbiteri                | diaconi | religiosi | religiosi | parrocchie |
| anno | battezzati  | totale      | %           | numero     | secolari   | regolari   | battezzati per presbitero | diaconi | uomini    | donne     | parrocchie |
| ---- | ----------- | ----------- | ----------- | ---------- | ---------- | ---------- | ------------------------- | ------- | --------- | --------- | ---------- |
| 1990 | 86.298      | 268.700     | 32,1        | 68         | 44         | 24         | 1.269                     | 21      | 26        | 32        | 36         |
| 1999 | 84.908      | 259.425     | 32,7        | 65         | 48         | 17         | 1.306                     | 25      | 2         | 27        | 36         |
| 2000 | 80.880      | 259.425     | 31,2        | 68         | 56         | 12         | 1.189                     | 22      | 13        | 26        | 36         |
| 2001 | 80.199      | 259.425     | 30,9        | 73         | 58         | 15         | 1.098                     | 24      | 16        | 25        | 36         |
| 2002 | 72.768      | 283.429     | 25,7        | 66         | 55         | 11         | 1.102                     | 33      | 12        | 23        | 36         |
| 2003 | 79.172      | 259.425     | 30,5        | 72         | 63         | 9          | 1.099                     | 33      | 10        | 24        | 38         |
| 2004 | 80.519      | 277.846     | 29,0        | 73         | 64         | 9          | 1.103                     | 33      | 10        | 25        | 38         |
| 2013 | 89.100      | 301.600     | 29,5        | 58         | 45         | 13         | 1.536                     | 26      | 14        | 10        | 38         |
| 2016 | 88.000      | 297.500     | 29,6        | 61         | 46         | 15         | 1.442                     | 40      | 16        | 10        | 39         |
| 2019 | 92.250      | 303.980     | 30,3        | 66         | 50         | 16         | 1.397                     | 40      | 16        | 14        | 39         |
| 2021 | 95.764      | 304.892     | 31,4        | 63         | 45         | 18         | 1.520                     | 36      | 18        | 13        | 39         |